# 遠入昇
遠入 昇（えんにゅう のぼる、1922年 - 2020年7月8日）は、日本の実業家。東レ株式会社元広報宣伝部長、鐘紡株式会社元代表取締役副社長。東レ時代にミニスカートブームを仕掛けるなど日本のファッション史に残る数々の業績を上げた人物として知られる。

## 経歴
1922年、大分県生まれ。1939年、立教大学経済学部入学。1944年、学徒動員仮卒業。1946年3月、立教大学経済学部卒業。同年4月、東洋レーヨン株式会社（現・東レ株式会社）入社。
1960年、東京販売部長補佐兼宣伝課長、1964年、広報宣伝部長、1970年、繊維事業本部主幹、1975年、兼商品企画担当を歴任。
1981年、鐘紡株式会社入社、1982年、常務取締役、1984年、専務取締役、1988年、代表取締役副社長、1990年、常任顧問を歴任。
1995年、同社退社後、ニューネットワーク研究所設立、産地・流通間ネットワーク設定後解散。紡績・産地のエグゼクティブ・アドバイザーで現在に至る。2020年7月8日、虚血性心疾患のため死去。

## 人物
東レ時代にミニスカート・ブームをはじめ数々の流行を仕掛けるととに、冬季五輪スキー三冠王のトニー・ザイラーを宣伝に起用するなど、日本のファッション史に残る、伝説の人物として知られる。
東レで広報宣伝部長を務めていた遠入は、1967年10月に、ミニスカートの象徴的モデル、イギリス出身のツイッギーを来日させ、日本中でファッションショーを開催し、瞬く間にミニスカートを日本中に普及させた。合わせて、スカート丈に合わせてジャケット、コート、ワンピースなどその他の衣料の買い替えが起こり、繊維業界全体の需要喚起に大きく貢献することとなった。
また、頭からかぶってひもで結ぶ木綿の貫頭衣のような既存のスキーウェアに不満を持っていた遠入は、オリンピックで3冠を達成したスキーヤーのトニー・ザイラー主演の大ヒット映画『黒い稲妻』（1958年）を観て、アイデアをひらめく。ザイラーを東レの新しいスキーウエアのイメージ・キャラクターにしようと考え、早速プロモーターに連絡し、契約を取り付けることに成功すると、各百貨店が東レのナイロン製ウェアを何としても販売しようと新聞各紙で”東レ詣で”と報じられるほどの販売契約競争が起こり、黒いスキーウェアはブームとなった。
こうした業績から、邦光史郎『色彩作戦』、佐高信『経済小説のモデルたち』（現代教養文庫）、松尾洋一『ミニの女王ツイッギーを呼んだ遠入昇（戦後35年−われらの英雄35人）』（文芸春秋）、朝日新聞『ニッポン人脈記3』などの多くの書籍・メディアに登場している。

## 主な著書
- 『あのファッションは、すごかった！』 中経出版 2008年3月1日